# 穆罕默德·本·扎耶德·阿勒納哈揚
謝赫穆罕默德·本·扎耶德·本·苏尔坦·阿勒纳哈扬 GCMG（1961年3月11日—）， 名字的缩写 MBZ 更为人们所熟知， 现任阿拉伯联合酋长国的第三任总统和阿布扎比统治者。
他是阿联酋首任总统、阿布扎比统治者谢赫扎耶德·本·苏尔坦·阿勒纳哈扬 的第三子。
2019年，《纽约时报》称其为最具能力的阿拉伯统治者和世界最具影响力的人物之一。 同时被《时代》杂志评为 2019 年 100 位最具影响力的人物之一。
2023 年，皇家伊斯兰战略研究中心 视其为世界上影响力排名第八的穆斯林。

## 早年生活和家庭
穆罕默德·本·扎耶德的全名穆罕默德·本·扎耶德·本·苏尔坦·本·扎耶德·本·哈利法·本·沙赫布特·本·迪亚布·本·伊萨·本·纳哈扬·本·法拉赫·本·亚斯，于1961年3月11日出生于艾因卡纳德医院，时称特鲁西尔酋长国 。
他是阿拉伯联合酋长国首任总统及阿布扎比统治者 扎耶德·本·苏尔坦·阿勒纳哈扬与其第三任妻子 法提玛·宾特·穆巴拉克·阿勒凯比的第三子。
其兄弟包括：哈曼丹、 哈扎、赛义德、伊萨、纳哈扬、赛义夫、塔哈努、曼苏尔、法拉赫、迪亚卜、奥马尔 及哈立德（以及四位已故的兄弟：哈利法、苏尔坦、纳赛尔与艾哈迈德）。除此之外，他还有几位姐妹。 他有 5 个同父同母的弟弟：哈姆丹、哈扎、塔纳恩、曼苏尔 和阿卜杜拉。 他们被称为巴尼法提玛 或法提玛之子。

## 教育
14岁时，其父将其送至摩洛哥求学。然而，他的父亲给了他一本护照，护照上的姓氏与其姓氏不同，这样就没有人认出他的王室身份。他在当地的一家餐厅当服务员，生活完全自理。
随后他在阿布扎比艾因市的学校上学， 并在高登斯顿 (Gordonstoun) 度过了一个夏天，高登斯顿是一所位于英国的寄宿学校，曾接待过几代英国王室成员。
在阿联酋，他的父亲雇佣了出生于埃及的穆斯林兄弟会的伊斯兰学者埃兹丁-易卜拉欣 (Ezzedin Ibrahim) 负责他的教育。
1979 年，他进入英国的桑赫斯特皇家军事学院 进行学习，并于 1979 年 4 月毕业。 在桑赫斯特皇家军事学院学习期间，他完成了基础装甲课程、基础飞行课程、跳伞员课程以及战术飞机和直升机的训练，包括法國航太瞪羚直升機中队。 在桑赫斯特皇家军事学院学习期间，他结识了来自彭亨州的阿卜杜拉，并与之成为好朋友，后者后来成为马来西亚君主。他们都是桑赫斯特皇家军事学院的军官学员。
20 世纪 80年代，他作为一名年轻军官在坦桑尼亚度假，见到了马赛人 (Masai)，并亲眼见到了他们的习俗和该国的贫困。回国后，他去见了父亲。父亲问他为遇到的人提供了什么帮助。他耸了耸肩，说他遇到的人都不是穆斯林。他回忆说他的父亲“握住了我的胳膊，并严厉地看着我的眼睛。他说，‘我们都是神的造物’”。
随后，他回到了阿联酋的家中，参加了沙迦的军官培训课程。从阿米里卫队（Amiri Guard，现称总统卫队）的军官到阿联酋空军的飞行员，他在阿联酋军队中担任过许多职务。

## 政治角色
2003年11月，前總統扎耶德·本·苏尔坦任命他为阿布扎比副王储。他去世后，穆罕默德·本·扎耶德于2004年11月成为阿布扎比的王储。2004年12月后，他开始担任阿布扎比执行理事会主席，负责阿布扎比酋长国的发展与规划。
2010年11月，穆罕默德·本·扎耶德与阿联酋外交部长阿卜杜拉·本·扎耶德·阿勒纳哈扬接待英国女王伊丽莎白二世及爱丁堡公爵菲利普亲王于阿联酋进行第二次国事访问。访问之初，谢赫·穆罕默德陪同女王及公爵参观了谢赫扎耶德大清真寺。
他致力于促进阿联酋与中东及北非地区以外的国家建立关系，在阿联酋的外交政策中担任领导角色。2018年，法国总统埃曼纽尔·麦隆邀请穆罕默德·本·扎耶德前往巴黎，商讨对抗极端主义的战略，为未来的合作关系制定双边路线图。双方的联合声明涵盖了诸多方面的合作与交流，包括就教育、文化、遗产、经济、投资、能源、空间、区域和平与安全、国防合作、反极端主义和应对气候变化等。
2019年，在这位阿布扎比王储的牵头下，新加坡和阿联酋签订了《新加坡—阿拉伯联合酋长国全面伙伴关系》，两国同意在商业、金融、投资、国防、发展和教育领域加强合作。此外，双方还签署了三份谅解备忘录，同意在环境保护和可持续消费方面开展合作。同年，他前往阿富汗与该国签署了若干备忘录，承诺在文化、教育、体育、采矿、能源及农业领域开展合作。
他还代表阿联酋提供了财政援助，用于巩固该国在国际舞台上的地位。2018年，他前往埃塞俄比亚会见阿比·艾哈迈德总理。之后，阿联酋向埃塞俄比亚提供首笔30亿美元的援助，以缓解后者的外汇短缺风险。此外，阿联酋在干旱期间向索马里提供了援助。
2019年7月，穆罕默德对华进行国事访问，是中国罕见邀请举行的非国家元首的国事访问活动。
他曾代表阿联酋分别出席由韩国和荷兰主办的2012年及2014年 核安全峰会。印度政府曾邀请他作为主要嘉宾出席于2017年1月26日举办的印度68周年共和日庆典。
2022年5月14日，穆罕默德·本·扎耶德·阿勒納哈揚出任阿联酋总统。

## 推动包容，打击极端主义
这位阿布扎比王储于2016年会见教皇弗朗西斯，2019年2月接待教皇来访阿联酋，这是教皇对阿拉伯半岛的首次访问。教皇弗朗西斯的来访恰逢穆罕默德·本·扎耶德主持的“全球人类博爱大会”召开。该会议的主题旨在探讨和研究如何推动包容与相互理解，预防冲突和极端主义。作为此次访问行程的一部分，教皇弗朗西斯在扎耶德体育城举行了首场阿拉伯半岛教皇弥撒，约有来自100个国家的18万名信徒参加，其中包括4000名穆斯林。
为此，他走遍全球各地以宣传阿联酋2019年的主题：包容之年。他还致力于反对地区及全球暴力极端主义，并与印度官员、埃及总统阿卜杜勒·法塔赫·塞西以及其他领导人就这些领域的合作进行会谈。
2019年，扎耶德全球共存基金会正式问世，其倡议延承了教皇弗朗西斯与爱资哈尔清真寺大伊玛目艾哈迈德·阿勒塔耶布博士签署之《人类博爱文件》中的原则及目标。

## 最高石油委员会职务
穆罕默德·本·扎耶德是阿布扎比油气资源的主要管理机构——阿布扎比国家石油公司最高石油理事会的副主席。他曾监督多项开发及多元化战略的实施，以原油、汽油、香烃生产以及天然气定价及聚烯烃产能相关的战略尤为重要。

## 支持经济发展
穆罕默德·本·扎耶德是塔瓦尊(Tawazun)经济委员会（前身为阿联酋补偿计划）（1992年成立）的负责人，努力加强阿布扎比酋长国的经济多元化。作为塔瓦尊经济委员会的领导，他参与将国防相关投资投入其他部门的盈利项目，帮助阿联酋经济实现多元化。
他现任穆巴达拉发展公司的董事长。该公司2002年成立，是阿布扎比政府的主要投资工具。穆巴达拉的目标是通过经济多元化和全球投资, 为阿联酋创造长期的社会及经济效益。
他还担任该国主要经济规划机构——阿布扎比经济发展委员会（ADCED）的负责人,  以这一身份发起了沙拉卡倡议，旨在改善阿联酋私营部门，简化阿布扎比的业务和投资流程,  带领ADCED采取诸多举措强化阿联酋的企业精神。
2018年6月，他批准了一项为期3年、总计500亿迪拉姆的经济刺激计划，希望为阿联酋及投资者提供长期经济效益。与此同时，他还委托对建筑法规进行全面审查，支持城市发展。
他目前担任阿布扎比投资局（ADI）的副主席；该机构代表阿布扎比人民进行投资，促进经济的多元化和全球化。阿布扎比投资局的投资目标包括二十多个资产类别及子类别。
他批准了价值10亿迪拉姆的农业技术激励计划，用于资助与精细农业、农业机器人、生物能源及室内农业相关的农业项目。

## 教育及创新措施
穆罕默德·本·扎耶德同时还担任阿布扎比教育委员会主席一职，希望将阿联酋的教育水平提升至最高的国际标准。该委员会成立于2005年，努力通过策略的制定和实施，改善公立和私立中小学及高等教育的水平。
此外，他还担任阿联酋战略研究中心（ECSSR）的主席。该中心的责任时促进关于该地区经济、社会政治及安全问题的学术研究。
通过赞助国家科技创新节等活动，他推动了阿联酋的技术和创新文化。他还创建的穆罕默德·本·扎耶德国际机器人挑战赛，助力阿联酋成为机器人及自主系统研究的区域中心。
2008年，首批谢赫·穆罕默德·本·扎耶德学者计划的学生入选纽约大学阿布扎比分校计划。该计划奖励阿拉伯联合酋长国的优秀学生，为期提供学术及领导机会。

## 自然保护
他关心阿联酋的自然环境保护，尤其是野生猎鹰、大鸨及阿拉伯羚羊等物种保护，曾向一项预防野生鸟类触电线死亡的计划捐助100万美元。这项鸟类保护计划中, 还包括2000万美元建立的谢赫·穆罕默德·本·扎耶德猛禽保护基金会。
他还是慈善基金——穆罕默德·本·扎耶德物种保护基金（2500万欧元）的负责人，为具体的物种保护计划提供赞助、表彰物种保护领域的先行者并提高物种在公共话语中的重要性。基金的另一个目标是激励人们为世界各地的物种保护工作做出更多贡献。
Enyalioides binzayedi是一种以穆罕默德·本·扎耶德命名的蜥蜴，以此向他创立这项基金表示敬意。该基金资助的探险活动在秘鲁科迪勒拉阿祖尔国家公园发现了这种蜥蜴。
他承诺将投入150亿美元用于在本国开发太阳能、风能及氢能技术。通过穆巴达拉旗下的格罗方德半导体股份有限公司(Global Foundries)，穆罕默德·本·扎耶德协助开发了阿联酋的半导体制造计划，为包括能源行业在内的先进技术铺平了道路。

## 其他慈善事业
2011年，穆罕默德·本·扎耶德与盖茨基金会承诺，将分别向阿富汗及巴基斯坦出资5000万美元，用于为儿童购买和运送疫苗。 在总额为1亿美元的资金中，有三分之二提供给全球疫苗免疫联盟，用于购买及管理五价疫苗和肺炎球菌疫苗，让500万名阿富汗儿童免受六种疾病的感染。剩余资金将交给世界卫生组织，为约3500万名阿富汗及巴基斯坦儿童购买及管理口服脊灰疫苗。全球根除脊髓灰质炎行动(GPEI)在2018年4月宣布，穆罕默德·本·扎耶德于2013年在阿布扎比全球疫苗峰会期间提供了最后一笔1200万美元的承诺捐赠，完成其作出的1.2亿美元捐助承诺。
他为全球卫生行动做出的工作还包括向“减疟伙伴关系”捐款3000万美元以防治疟疾。宣布捐款一个月后，阿布扎比举办了一场以消除疟疾、脊髓灰质炎和河盲症等全球性疾病为主题的全球卫生论坛。
他还向“联合国全球打击贩运人口活动行动”捐赠5500万迪拉姆。
扎耶德慈善马拉松比赛自2005年在纽约开赛以来，已筹集数百万美元善款。这项比赛提高了公众对肾病的认识，所得款项全部捐给美国国家肾脏基金会。穆罕默德·本·扎耶德的父亲曾于2000年在克利夫兰诊所接受肾脏移植手术，发起此次马拉松的初衷也是他对父亲的缅怀。
他于2017年成立的Reaching Last Mile Fund基金为改善世界健康做出了贡献,  目标是筹资1亿美元用于根治、消除及控制影响全球最贫困人口健康及经济前景的可预防疾病。
穆罕默德·本·扎耶德承诺向该基金捐赠2000万美元。比尔及梅琳达·盖茨基金会和英国政府也是捐助方。捐款将由慈善投资平台——END基金管理。该平台致力于防治五种最常被忽视的热带疾病：河盲症、淋巴丝虫病、脊髓灰质炎、疟疾和几内亚蠕虫病。此外，穆罕默德·本·扎耶德宣布，他打算在阿布扎比成立研究所，制定对抗传染病的政策。

## 艺术支持
为促进旅游业及当地艺术景观的多元化，穆罕默德·本·扎耶德支持修建、修复艺术博物馆（包括阿布扎比卢浮宫博物馆，以及即将动工的阿布扎比古根海姆博物馆）和各大文化遗址（比如豪森宫殿）。
2009年，阿布扎比王储和当时的法国总统尼古拉·萨科齐在酋长皇宫酒店共同举办了一场展览，展品包括为阿布扎比卢浮宫博物馆购买的艺术品以及从法国国家博物馆借用的藏品，示该展馆中的一项重要展览。该博物馆于2017年11月开馆。
他的慈善事业既有视觉艺术领域，也有口头艺术。领域。他是一名“纳巴提”诗歌爱好者，他 经常为当地的诗歌比赛提供支持并赞助部分比赛。

## 军事职务
穆罕默德·本·扎耶德曾担任阿米里卫队军官、阿联酋空军飞行员、阿联酋空军及防空司令以及武装部队副参谋长。
2005年，他被任命为阿联酋武装部队副最高指挥官，并晋升为中将。

## 女性赋权
作为女权拥护者，穆罕默德·本·扎耶德支持女性更多地参与传统上由男性主导的领域。2019年4月，他接待了参加阿拉伯女性军事及维和计划的女军官代表团。这些女军官在阿布扎比接受训练，以便为联合国全球维和行动做好准备。他认为，女性军官在维和及安全行动中发挥着非常重要的作用。
他还鼓励女性参与公共服务部门的工作。2019年，在接待首批考核认证的阿联酋女消防员时，他强调女性发挥着“国家发展的真正伙伴和贡献者”的作用，并称她们“推动着国家现在及未来的战略计划”。
此外，他还会定期接见多家阿联酋机构的女性代表，表达他对女性帮助国家实现抱负的信心。
2012年10月，马拉拉·优素福·扎伊被塔利班击中头部和颈部；他为她安排了专属医疗服务，并通过阿联酋航空救护机将她送往英国，在英国伯明翰的伊丽莎白女王医院得到了长期治疗。
在穆罕默德·本·扎耶德的指挥下，阿联酋官员与巴基斯坦当局合作，共同安排对马拉拉的特殊照顾及转移。2013年5月，在前往参加副朝仪式的途中，马拉拉专程在阿布扎比停留，向阿联酋和穆罕默德·本·扎耶德对她的帮助及支持表示感谢，赞赏这位阿布扎比王储体现了伊斯兰教义中的人道主义精神。

## 体育爱好
这位阿布扎比王储从小就热爱猎鹰这种猛禽，为此创立了穆罕默德·本·扎耶德猎鹰与沙漠地貌学校，希望通过向新一代的阿联酋民众教授训鹰技能，来促进及保持这项古老的传统。他本人的训鹰技能源自其已故的父亲。
2019年3月，世界特殊奥林匹克运动会在阿布扎比举行。比赛期间，穆罕默德·本·扎耶德强调了以赋权促团结对参赛者乃至其国家的重要性。

## 婚姻与家庭
穆罕默德·本·扎耶德的妻子为萨拉马·宾特·哈曼丹·本·穆罕默德·阿勒纳哈扬。他们于1981年结婚。
他们育有4子5女。按出生先后顺序为：
马里亚姆·宾特·穆罕默德·本·扎耶德·阿勒纳哈扬
哈立德·本·穆罕默德·本·扎耶德·阿勒纳哈扬
沙姆萨·宾特·穆罕默德·本·扎耶德·阿勒纳哈扬
迪亚布·本·穆罕默德·本·扎耶德·阿勒纳哈扬
哈曼丹·本·穆罕默德·本·扎耶德·阿勒纳哈扬
法提玛·宾特·穆罕默德·本·扎耶德·阿勒纳哈扬
沙玛·宾特·穆罕默德·本·扎耶德·阿勒纳哈扬
扎耶德·本·穆罕默德·本·扎耶德·阿勒纳哈扬
哈萨·宾特·穆罕默德·本·扎耶德·阿勒纳哈扬

## 表彰与荣誉
穆罕默德·本·扎耶德获得多项军事、人道主义、环保及外交荣誉。
- 军官权力勋章，1986年6月由已故摩洛哥哈桑二世授予。
- 功绩勋章，1991年4月由美国军队及联军指挥官诺曼·施瓦茨科普夫上将授予，以表彰他为科威特解放战争所做的贡献。
- 服役优异勋章，1992年5月由阿联酋武装部队参谋长授予。
- 杰出军功勋章，1994年4月由已故摩洛哥国王哈桑二世授予。
- 优异科威特解放勋章，于1994年9月授予，用于表彰他为科威特解放战争所做的努力及贡献。
- 大黄耀旗勋章，1994年9月由中华人民共和国总理李鹏授予。

### 外国勋章奖章
- 修交勋章光化大章（韩国，2012年11月21日批准[112]）